# Xã Cottonwood, Quận Chase, Kansas
Xã Cottonwood (tiếng Anh: Cottonwood Township) là một xã thuộc quận Chase, tiểu bang Kansas, Hoa Kỳ. Năm 2010, dân số của xã này là 139 người.